# Летяжье
Летяжье — упразднённая в 1971 году деревня в Кожевниковском районе Томской области России. Входила на год упразднения в состав Чилинского сельсовета. Ныне летовка на территории Чилинского сельского поселения.

## Название
Возник как пос. Михайло-Архангельский, к 1926 году — деревня Летяжье
Топоним сохранился в названии КФХ «Летяжье».

## География
Стояло посредине пути между селом Чилино и деревней Базой на берегу реки Кинды (по данным на 1926 год — на речке Киндал).  

## История
Основана в 1907 году как поселенческий посёлок Михайло-Архангельский.
Упоминается на карте 1911 года как п. Михайло-Архангельский
По данным на 1926 год — деревня Летяжье Чилинского сельсовета Вороновского района Томского округа Сибирского края.
В ходе коллективизации вошла в колхоз «Новый быт».
Упоминается на американской карте 1955 года.
В 1959 году произошло второе объединение колхозов, и деревня начала сокращаться. В 1971 году деревня исчезла.

## Население
По данным на 1926 год состояло из 76 хозяйств, в них проживали
423 человека, из них 201 мужчина, 222 женщины; основное население — русские.
С 1959 по 1970 годы уехали 187 человек.

## Инфраструктура
Основа экономики — сельское хозяйство .
По данным на 1926 год действовала школа.

## Транспорт
Сообщение осуществлялось по грунтовым дорогам с селами Чилино, Базой и Батурино, с деревней Ерестной.